# Långt härifrån
"Långt härifrån" är en sång skriven och framförd av Py Bäckman i Melodifestivalen 1992. Musiken skrev hon själv och texten tillsammans med Anders Olausson. Bidraget gick till andra omgången och slutade där på femte plats. Den låg sedan på Svensktoppen i nio veckor under perioden 25 april–23 augusti 1992, med andraplats som högsta placering.

## Fotnoter
1. ↑  ”Melodifestivalen 1992”. Sveriges Radio. 21 januari 2006. https://sverigesradio.se/sida/artikel.aspx?programid=2521&artikel=778724. Läst 15 februari 2020.
2. ↑  ”Svensktoppen”. Sveriges Radio. 26 februari 1992. http://www.sr.se/Diverse/AppData/Isidor/files/2023/3488.txt. Läst 9 november 2007.